# Molí de les Alzinetes
El Molí de les Alzinetes és una obra de Maials (Segrià) inclosa a l'Inventari del Patrimoni Arquitectònic de Catalunya.

## Descripció
Es tracta d'un molí en estat mitjà de conservació. Consta d'una planta rectangular inclinada. Els paraments són de carreus irregulars disposats en filades. Els punts d'intersecció dels murs estan reforçats amb carreus de major mida.
L'entrada d'aigua i el mur de la bassa semblen de factura més nova; els carreus són tots regulars i es disposen de forma molt més endreçada. L'obertura per a l'entrada d'aigua és d'arc de mig punt rebaixat.
L'estança interior presenta una volta de mig punt feta de maons disposats en filades. Aquí es conserven les moles i una obertura a la paret.
Cal remarcar la gran quantitat de vegetació que hi ha en el conjunt. Aquest fet dificulta la conservació i accelera el procés de deterioració.